# Blabia intricata
Blabia intricata là một loài bọ cánh cứng trong họ Cerambycidae.